# Cosmosperma polyloba
Cosmosperma polyloba Wang et al., 2014 è una pianta estinta, appartenente alle spermatofite. Visse nel Devoniano superiore (Famenniano, circa 360 milioni di anni fa) e i suoi resti fossili sono stati ritrovati in Cina. È considerata una delle più antiche piante con semi.

## Descrizione
Questa pianta possedeva ovuli dotati di cupule; le cupule uniovulate possedevano fino a 16 segmenti distali, con minuscole spine sulla superficie esterna, mentre gli organi del polline erano veri e propri sinangi, con sei-otto microsporangi fusi solo alla base. Cosmosperma era inoltre dotata di pinnule ben separate e palmate, disposte in modo alternato. Al contrario di altre piante con semi del Devoniano, Cosmosperma era dotata di una cupula uniovulata eornamentata, dalla notevole organizzazione e dalla peculiare posizione; un'altra caratteristica che distingueva Cosmosperma dalle altre piante con semi devoniane era data dalle pinnule ben separate.

## Classificazione
Cosmosperma polyloba venne descritta per la prima volta nel 2014, sulla base di fossili ritrovati in Cina, nella provincia di Zhejiang. I fossili, provenienti dalla formazione Wutong, indicano senza dubbio l'appartenenza di questa pianta alle spermatofite. Non è chiara la classificazione di Cosmosperma, ma la presenza di questi fossili in Cina ha permesso di espandere con certezza l'areale geografico delle piante con seme nel Devoniano, precedentemente ben conosciute in Europa e in Nordamerica. Un'altra pianta con seme devoniana della Cina è Latisemenia.